# South Jordan
South Jordan é uma cidade localizada no estado norte-americano do Utah, no Condado de Salt Lake.

## Demografia
Segundo o censo norte-americano de 2010, a sua população era de 50418 habitantes.

## Geografia
De acordo com o United States Census Bureau tem uma área de 54,4 km², dos quais 54,0 km² cobertos por terra e 0,4 km² cobertos por água.

## Localidades na vizinhança
O diagrama seguinte representa as localidades num raio de 12 km ao redor de South Jordan.